# Assemblée électorale (France)
Pour les articles homonymes, voir Assemblée électorale.
En France, les assemblées électorales étaient les assemblées réunissant les électeurs chargés d'élire le Corps législatif (Assemblée nationale législative puis Conseil des Anciens et Conseil des Cinq-Cents) ainsi que les corps administratifs (administrateurs des départements et des districts).

## Attributions
Les assemblées électorales de département élisaient :
- Tous les deux ans, les représentants à l'Assemblée nationale ;
- Tous les deux ans, la moitié des trente-six membres de l'administration départementale ;
- Tous les quatre ans, le procureur-général syndic du département ;
- Tous les quatre ans, un membre du tribunal de cassation et son suppléant.

Les assemblées électorales de district élisaient :
- Tous les deux ans, la moitié des douze membres de l'administration de district ;
- Tous les quatre ans, le procureur-général syndic adjoint du district ;
- Les juges du tribunal de district.